# Багровый пик
«Багро́вый пик» (англ. Crimson Peak) — американский фильм ужасов режиссёра Гильермо дель Торо по сценарию дель Торо и Мэттью Роббинса, жанр которого сам режиссёр определяет как «готическая мелодрама». В России премьера состоялась 15 октября 2015 года. Фильм получил в целом положительные отзывы критиков, в особенности за атмосферу и визуальную красоту. Однако в прокате он успеха не имел, отчасти потому, что не был допущен до проката в Китае.

## Сюжет
1887 год, Баффало, штат Нью-Йорк. Ночью к Эдит Кушинг приходит призрак её умершей матери, который предупреждает: «Остерегайся „Багрового пика“». Четырнадцать лет спустя Эдит встречает сэра Томаса Шарпа — английского баронета, прибывшего в Соединённые Штаты со старшей сестрой Люсиль. Шарп ищет инвестора для своего изобретения — машины для добычи красной глины. Хотя его одежда сшита на заказ, она сильно поношена и давно вышла из моды. Отец Эдит, успешный бизнесмен Картер Кушинг, отказывает Шарпу в финансировании, не впечатлившись его предыдущими неудачными попытками. Томас и Эдит завязывают роман, чему не слишком рады отец Эдит и её друг детства доктор Алан Макмайкл. Кушинг даёт брату и сестре деньги, чтобы те немедленно покинули Америку, но Томас вместо этого делает Эдит предложение выйти замуж.
Когда отец Эдит погибает при странных обстоятельствах, Эдит выходит замуж за Томаса и они возвращаются в Англию, в его старинное поместье Аллердэйл. Поместье стоит над шахтой по добыче красной глины и постепенно разрушается. Томас занят постройкой своей машины и не ищет физической близости с Эдит. Старое поместье наводит на Эдит тревогу: странные звуки, шумы, постоянный холод, из стен сочится красная глина, похожая на кровь. Девушке видятся окровавленные призраки. Её настораживает отказ Люсиль сделать дубликаты ключей, а также запрет спускаться на нижний этаж. Самочувствие девушки со временем ухудшается, она просыпается по ночам и кашляет кровью.   
Во время испытания добывающего красную глину устройства Томас говорит Эдит, что зимой поместье Аллердэйл называют «Багровый пик», так как снег на земле приобретает кровавый оттенок. Тем временем в Америке Алан Макмайкл ведёт собственное расследование гибели отца девушки. Выясняется, что Кушинг нанял частного детектива, который нашёл компрометирующую информацию о Томасе и Люсиль Шарп. Алан тотчас же отправляется в поместье, чтобы рассказать Эдит правду. Эдит и Томас отправляются в почтовое отделение, где, застигнутые метелью, проводят ночь в гостевой комнате, и между ними происходит интимная близость. Эдит же получает письма «для миссис Шарп» из Милана, в котором никогда не была.
Вернувшись в поместье, Эдит находит в подвале сундук с монограммой «Э. Ш.» и крадёт у Люсиль ключ с гравировкой «Энола». В сундуке она находит конверты и старый граммофон с восковыми цилиндрами. На конвертах указаны имена других женщин, живших в городах, где Шарп в прошлом искал спонсоров для своего проекта добычи уникальной красной глины. А записи открывают ей, что Томас Шарп был не единожды женат в прошлом. Эдит узнаёт из записей Энолы, одной из предыдущих жён, что Шарпам нужны только деньги, они хотят отравить её, подсыпая яд в чай. Эдит понимает, что тоже попалась в ловушку, и, как только переведут деньги, её убьют. Томас безуспешно пытается помешать сестре травить Эдит.
Ночью Эдит видит окровавленный призрак девушки с младенцем на руках, и спрашивает, чего та хочет. Призрак указывает на комнату, войдя в которую, Эдит наблюдает сцену инцеста между Томасом и его сестрой Люсиль. Эдит пытается бежать, но Люсиль срывает с пальца невестки кольцо и сталкивает её с лестницы. Девушка падает, ломает ногу и теряет сознание. В этот момент в дом стучит Алан Макмайкл. Очнувшись позже, Эдит видит перед собой Алана. Он рассказывает ей в присутствии Шарпов, всё, что узнал: маленькая Люсиль убила свою мать тесаком в ванне после того, как та увидела, чем они с братом занимаются в детской. Никто тогда не поверил, что к убийству могут быть причастны двое детей. Люсиль отправили в психиатрическую лечебницу, а Томаса — в частный пансион. Через несколько лет они снова вернулись в поместье, ранее разорённое их отцом-тираном и находящееся в плачевном состоянии. Пара срочно нуждалась в деньгах. И Томас был вынужден находить богатых одиноких девушек с личными проблемами, жениться на них, а Люсиль после получения денег их убивала.
Алан и Эдит пытаются покинуть поместье, но Люсиль внезапно нападает на Алана и ранит его ножом. Она просит брата закончить дело, но тот при помощи самого Алана инсценирует его смерть и позже объясняет доктору, как добраться до шахты, ведущей прочь из поместья. Люсиль же ведёт Эдит подписывать документы на денежные выплаты и рассказывает, что родила от Томаса больного ребёнка, которого безуспешно пыталась вылечить Энола, но он умер (отсюда и призрак с младенцем).
Томас спасает Эдит, сжигая уже подписанные бумаги на её деньги, и сообщает сестре, что наконец влюбился по-настоящему. Разъярённая, чувствующая себя преданной, Люсиль закалывает брата ножом и преследует Эдит. Девушка пытается на лифте спуститься в шахту, начинается борьба, обе противницы выбираются на поверхность. Внезапно появляется призрак Томаса, и, пока Люсиль отвлечена на призрака, Эдит убивает её лопатой. Девушка говорит призраку своего мужа, что будет всегда его помнить, и Томас исчезает. Эдит и Алан спасены. В опустевшем доме призрак Люсиль играет на фортепиано.

## В ролях
| Актёр            | Роль                                    |
| ---------------- | --------------------------------------- |
| Миа Васиковска   | Эдит Кушинг                             |
| Том Хиддлстон    | Томас Шарп                              |
| Джессика Честейн | Люсиль Шарп сестра Томаса               |
| Чарли Ханнэм     | доктор Алан Макмайкл друг Эдит          |
| Джим Бивер       | Картер Кушинг отец Эдит                 |
| Бёрн Горман      | мистер Холли частный сыщик              |
| Лесли Хоуп       | миссис Макмайкл мать Алана              |
| София Уэллс      | Эдит в детстве                          |
| Даг Джонс        | призрак матери Эдит / призрак леди Шарп |
| Джонатан Хайд    | мистер Огилви издатель                  |

## Создание
Дель Торо и Роббинс написали предварительную версию сценария после выхода «Лабиринта фавна» в 2006 году. Проект был продан компании «Universal». Дель Торо планировал срежиссировать фильм, но отложил проект, чтобы заняться фильмом «Хеллбой 2: Золотая армия», а потом серией фильмов «Хоббит». Во время съёмок фильма «Тихоокеанский рубеж» дель Торо установил хорошие отношения с Томасом Туллом и Джоном Джашни из «Legendary Pictures», которые поинтересовались у него, чем он собирается заниматься в дальнейшем. Дель Торо отослал им сценарии к адаптации «Хребтов Безумия», адаптации «Графа Монте-Кристо» и «Багровый пик». Продюсеры посчитали, что последний фильм подходит им больше всего, после чего проектом начала заниматься компания «Legendary Pictures».
В октябре 2013 года Фернандо Веласкес согласился на создание саундтрека к фильму. Первоначально на главные роли были выбраны Бенедикт Камбербэтч и Эмма Стоун, но позже они покинули проект. На их места были приглашены Том Хиддлстон и Миа Васиковска.
При создании саундтрека использовались звуки «века машин» — лязг трамваев, гудки паровозов и пароходов, чтобы передать атмосферу индустриальной Англии XIX века. По задумке режиссёра, особняк — полноправный участник фильма, который он сравнивает с «живым организмом на грани распада». Призраки в фильме — алого цвета. Это необычный ход самого режиссёра, который хотел, чтобы духи в его фильме не были похожи на обычных привидений.
Съёмки фильма начались в апреле 2014 года. Съёмки проходили в Кингстоне (Онтарио, Канада) и заняли 68 дней.

## Критика
Фильм получил в целом положительные отзывы кинокритиков. На агрегаторе рецензий Rotten Tomatoes рейтинг одобрения составляет 73 % на основе 285 рецензий со средней оценкой 6,6 из 10. Сайт так обобщает мнение критиков: «„Багровый пик“ предлагает захватывающее, хоть и несколько легкомысленное, развлечение с восхитительно зловещей атмосферой и блестящей хваткой режиссёра Гильермо Дель Торо на незабываемые визуальные образы». Фильм часто сравнивали с классикой готических романов и кино, в частности романом «Ребекка» Дафны Дю Морье и его экранизацией Альфреда Хичкока.
В российской прессе фильм встретили одобрительно, но в меньшей степени. Положительно его оценили авторы изданий «Афиша» (Антон Долин), «Мир фантастики» (журнал позже включил фильм в свой список главных фильмов года как лучший фильм ужасов), КГ-портал , «Искусство кино» (Нина Цыркун), Time Out, «Российская газета». Но были и отдельные отрицательные оценки («Сеанс», Rolling Stone Russia, Darker). 
В 2016 году фильм стал обладателем премии «Сатурн» за «Лучший фильм ужасов», «Лучшую киноактрису второго плана» (Джессика Честейн) и «Лучшую работу художника-постановщика» (Томас Э. Сандерс), а также был номинирован на премию ещё в шести категориях.

## Награды и номинации
- Список наград и номинаций